# David Wheeler
David Findley Wheeler (Belmont, 7 ottobre 1925 – Boston, 4 gennaio 2012) è stato un regista, produttore cinematografico e attore statunitense di origine italoamericana.

## Filmografia

### Regista
- Una famiglia americana - serie TV, 1 episodio (1979)
- Blind Alleys (1985) - film TV
- The Local Stigmatic (1990)

### Attore

#### Televisione
- American Playhouse - serie TV, 1 episodio (1986)
- Rapimento alla Casa Bianca (First Daughter), regia di Armand Mastroianni – film TV (1999)

#### Cinema
- Moonlight Mile - Voglia di ricominciare (Moonlight Mile), regia di Brad Silberling (2002)